# Zoutelande (1910–1915)
Zoutelande ist ein Gemälde des niederländischen Impressionisten Ferdinand Hart Nibbrig, das dieser zwischen 1910 und seinem Tod im Jahr 1915 gemalt hat. Das Gemälde zeigt eine Landschaft.

## Bildbeschreibung
Der Maler sitzt auf der sonnenabgewandten Schattenseite der Dünen und blickt über eine lang gezogene Bucht mit einem anfänglich breiten Sandstrand, der sich zum Horizont hinzieht. Die Dünen folgen dem Strand, der dort schmaler zu werden scheint, in einem Rechtsbogen. Sie werden zunächst steiler und kahler und verlieren dann an Höhe. Dort in der Ferne scheint sich eine Landspitze zu befinden, an der auch die Düne endet. Insgesamt drei Buhnen erstrecken sich ins Meer; sie sind horizontal zum Blick des Betrachters angeordnet, wobei die vorderste rechts erst außerhalb des Bildes endet.
Der Großteil der von Gras und niedrigem Buschwerk bewachsenen Dünen befindet sich dabei im grellen Sonnenlicht, was durch Verwendung heller Farben einerseits, aber auch durch stellenweises Weglassen der Bemalung der Leinwand im Bereich des Sandstrandes erreicht wird; das Sonnenlicht wirkt dadurch grell. Der nur am oberen Bildrand vorhandene Himmel erscheint wolkenlos. Insgesamt herrscht offenbar ruhiges Sommerwetter, denn die dargestellten Nordseewellen kommen ruhig daher.
Zwei Frauen in Tracht sitzen rechts im schattigen Vordergrund und links in den sonnenbeschienenen Dünen befindet sich eine kleine Personengruppe. Zwei Personen laufen in der Ferne am Strand entlang, während sich zentral rechts der Bildmitte drei Personen im Sand niedergelassen haben.

## Bildkomposition
Das Bild ist sowohl in der Vertikalachse als auch der Horizontalachse in etwa dreigeteilt. Das untere Drittel enthält grob den schattigen, höherliegenden Vordergrund, das mittlere und obere Drittel zeigen die sonnenbeschienene Landschaft. Im linken Drittel sind die Dünen bewachsen, und der Dünenkamm liegt durchweg höher als die Position des Malers. Das mittlere Bilddrittel wird vom Strand dominiert, während das rechte Bilddrittel vom Meer eingenommen wird. Der Maler (und somit der Betrachter des Bildes) sieht auf Strand und Meer hinab.

## Entstehungsgeschichte
Es ist unbekannt, wann genau das Bild Zoutelande entstanden ist. Der Maler Ferdinand Hart Nibbrig kam im Juni 1910 mit seiner Familie zum ersten Mal auf die Insel Walcheren, wo es ihm insbesondere der Ort Zoutelande und seine Umgebung angetan hatten. Hier ließ er sich ein Sommerhaus bauen und verbrachte ab 1911 den Sommer hier, bis er 1915 im Alter von 49 Jahren starb.
Im unweit gelegenen Domburg fanden sich in den Sommermonaten Maler wie Jacoba van Heemskerck, Piet Mondrian und Jan Toorop zusammen und bildeten eine Künstlerkolonie. Ab 1911 fanden Ausstellungen statt, zu deren Mitorganisator Nibbrig gehörte. Diese nutzte der Maler, um auch sein eigenes Schaffen zu zeigen.
Nibbrig malte Zoutelande in den für den Neoimpressionismus typischen hellen Farbtönen und mit kurzen Pinselstrichen. Diese Technik und das Durchscheinen der unbemalten Leinwand erwecken den Eindruck flirrender Hitze. Diese Atmosphäre ist ein typisches Merkmal der zeeländischen Kunst.
Wie eine Reihe von Druckgrafiken, weiterer Gemälde und Zeichnungen Nibbrigs gelangte eine große Zahl seiner Werke durch Schenkung seiner Nachkommen in die Sammlung des Singer Laren. Das Bild Zoutelande befindet sich heute (2023) unter der Inventarnummer 85-7-8 in der Sammlung des Museums.

## Belege
- Emke Raassen-Kruimel: Laren am Meer. Meisterwerke aus dem Singer Museum. Alkersum/Föhr, ISBN 978-3-942872-00-3, Ferdinand Hart Nibbrig (1866–1915), S. 116 (englisch).